# Boogie Motel
Boogie Motel es el octavo álbum de estudio de la banda estadounidense Foghat, publicado en 1979. El álbum fue certificado disco de oro en los Estados Unidos.

## Lista de canciones
Todas las canciones escritas por Dave Peverett, excepto donde se indique.
1. "Somebody's Been Sleepin' in My Bed" (General Johnson, Greg Perry, Angelo Bond) – 3:50
2. "Third Time Lucky (First Time I Was a Fool)" – 4:12
3. "Comin' Down with Love" – 5:23
4. "Paradise Alley" – 5:37
5. "Boogie Motel" (Rod Price, Peverett) – 7:20
6. "Love in Motion" – 4:30
7. "Nervous Release" – 5:53

## Créditos
- Jimmy Ambrosio – acordeón
- Jim Baikie – obra de cubierta
- David Berman – ingeniero
- Tony Berman – ingeniero
- Bob Coffee – ingeniero asistente
- Colin Earl – teclados
- Roger Earl – batería
- Bob Ludwig – mastering
- Craig MacGregor – bajo
- Tony Outeda – producción
- Lonesome Dave Peverett – guitarra, voz
- Rod Price – guitarra, guitarra slide
- Alto Reed – saxofón